# Ofeq–7
Ofeq–7 izraeli második generációs optikai felderítő műhold.

## Küldetés
Feladata fotó technikájának, elektronikájának  (éjszakai felderítés lehetősége) segítségével felderítő adatszolgáltatás végzése, csekély jellegű kutatási szolgáltatással.

## Jellemzői
Gyártotta az Israel Aircraft Industries Ltd. (IAI), az Elbit Systems El- Op valamint az Izraeli Űrügynökség (ISA), üzemeltette a Hadsereg.
Megnevezései: Ofeq; Offek; Ofek (héberül: 7אופק; Horizont); COSPAR: 2007-025A; SATCAT kódja: 31601.
2007. június 10-én a Palmachim légi támaszpontról, a telepített indítóállványról egy Shavit–2 hordozórakétával állították alacsony Föld körüli pályára (LEO = Low-Earth Orbit). Az orbitális pályája 98,8 perces, 141,8 fokos hajlásszögű, elliptikus pálya perigeuma 340 kilométer, az apogeuma 576 kilométer volt. A kialakított retrográd pályaelemek lehetővé teszik, hogy a műhold naponta, mintegy hat alkalommal átrepüljön Izrael és a szomszédos országok felett. Az amerikai és az orosz műholdak egy vagy két alkalommal repülnek át a megfigyelendő terület felett.
Az űreszköz formája egy szabálytalan nyolcszögletű prizma, építési anyaga alumínium. Giroszkóppal háromtengelyesen forgás stabilizált egység (0,1 fok). Magassága 2,4, alaplapjának átmérője 1,2, fedőlapjának átmérője 0,7 méter, Teljes tömege 661, hasznos tömege 300 kilogramm. Felderítő feladatán túl a Föld mágneses mezejét mérte. Ultraibolya, látható képalkotó (képalkotó felbontás, 0,4 méter) érzékelőkkel, valamint magnetométerrel volt felszerelve. Tervezett szolgálati ideje 4 év. Telemetria rendszere antennái segítségével biztosította a kapcsolattartást, adatszolgáltatást. Az űreszköz felületét napelemek (16 darab) borították (kinyúló távolságuk 3,6 méter, leadott energiája 246 W), éjszakai (földárnyék) energia ellátását újratölthető nikkel-kadmium akkumulátorok (7 Ah) biztosították. A stabilitást, a pályamagasság tartását gázfúvókákkal segítették.